# Coda (software)
Coda é um software proprietário de desenvolvimento web para o sistema operacional OS X desenvolvido pela Panic, lançado em abril de 2007. Ganhou prêmio da Apple Design Award de 2007 por melhor experiência de usuário. 
A versão 2.0 do Coda foi lançado dia 24 de maio de 2012, juntamente com uma versão para iPad chamada Diet Coda. Embora estivesse inicialmente disponível na Mac App Store, anunciaram em 14 de maio de 2014 que a atualização para o Coda 2.5 não estaria disponível nesta Store por conta de restrições de sandbox.